# محور ياهو!
محور ياهو كان متصفحلشبكة الإنترنت للحاسوب ومتصفح للهاتف الجوال على اجهزة أي أو اس الدي تم إنشاؤه وتطويره من قبل ياهو.

## التاريخ
تم الكشف المتصفح للجمهور لأول مرة في 23 مايو 2012.
نسخة تم اصدارها مع انه لاستخدامها يجب التوفر على المفتاح الخاص ملحقات متصفح ياهو الرسمي تم تسريبها عن طريق الخطأ في الإصدار العام الأول من Chrome لجوجل كروم.
في 28 حزيران / يونيه 2013، أعلنت شركة ياهو إنهاء المحور.

## تصميم
المحور يستبدل معيار صفحة نتائج البحث في المتصفحات الأخرى مع قائمة من نتائج البحث التي تظهر الصور المصغرة في الجزء العلوي من الصفحة. القائمة تتيح للمستخدم البقاء على الصفحة الحالية دون الحاجة إلى التنقل بعيدا عن ذلك.

## الأجهزة المدعومة

### متصفح الجوال
- أبل أي باد
- ابل اي فون

### متصفح سطح المكتب امتداد
- جوجل كروم (جميع الإصدارات)
- موزيلا فايرفوكس (الإصدار 7 وأعلى)
- Internet Explorer (الإصدار 9 وأعلى)
- أبل سفاري (الإصدار 5 وما بعده)[6]